# Compressidentalium sibogae
Compressidentalium sibogae är en blötdjursart som först beskrevs av Charles Hercules Boissevain 1906.  Compressidentalium sibogae ingår i släktet Compressidentalium och familjen Dentaliidae. Inga underarter finns listade i Catalogue of Life.